# Ephemera orientalis
Ephemera orientalis is een haft uit de familie Ephemeridae. De wetenschappelijke naam van de soort is voor het eerst geldig gepubliceerd in 1875 door McLachlan.
De soort komt voor in het Palearctisch gebied.